# Liste der Kulturdenkmale in Amt Creuzburg

Die Liste der Kulturdenkmale in Creuzburg enthält die Kulturdenkmale der Stadt Amt Creuzburg im Wartburgkreis in Thüringen, die vom Thüringischen Landesamt für Denkmalpflege und Archäologie als Bau- und Kunstdenkmale auf dem Gemeindegebiet mit Stand vom 11. Januar 2025 erfasst wurden. 

## Legende
- Bild: zeigt ein Bild des Kulturdenkmals und gegebenenfalls einen Link zu weiteren Fotos des Kulturdenkmals im Medienarchiv Wikimedia Commons
- Bezeichnung: Name, Bezeichnung oder die Art des Kulturdenkmals
- Lage: Wenn vorhanden Straßenname und Hausnummer des Kulturdenkmals; Grundsortierung der Liste erfolgt nach dieser Adresse. Der Link Karte führt zu verschiedenen Kartendarstellungen und nennt die Koordinaten des Kulturdenkmals.
 Kartenansicht, um Koordinaten zu setzen – in dieser Kartenansicht sind Kulturdenkmale ohne Koordinaten mit einem roten bzw. orangen Marker dargestellt und können in der Karte gesetzt werden. Kulturdenkmale ohne Bild sind mit einem blauen bzw. roten Marker gekennzeichnet, Kulturdenkmale mit Bild mit einem grünen bzw. orangen Marker.
- Datierung: gibt das Jahr der Fertigstellung beziehungsweise das Datum der Erstnennung oder den Zeitraum der Errichtung an
- Beschreibung: bauliche und geschichtliche Einzelheiten des Kulturdenkmals, vorzugsweise die Denkmaleigenschaften
- ID: Die ID identifiziert das Kulturdenkmal eindeutig. In Thüringen sind aktuell keine IDs veröffentlicht. In der ID-Spalte kann sich auch folgendes Icon  befinden, dies führt zu Angaben zu diesem Kulturdenkmal bei Wikidata.

## Ensembles
| Bild | Bezeichnung                                             | Lage | Datierung | Beschreibung          | ID |
| --- | ------------------------------------------------------- | --- | --------- | --------------------- | -- |
| Fotos hochladen | Historischer Stadtkern                                  | Am Burgberg komplett; Am Rähmen komplett; Am Schulberg 1, 2, 4–6; Auf der Creuzburg komplett; Badegasse komplett; Bahnhofstraße 1–5, 5a, 6–11, 11a, 12–20, 22–24, 26, 28, 30, 32, 34; Burgberg komplett; Burgstraße komplett; Elisabethstraße komplett; Ernst-Engländer-Straße komplett; Feuergasse komplett; Freitagstraße komplett; Goethestraße 2; Heinrich-Heine-Weg 1a; Hermannstraße komplett; Hinter der Mauer komplett; Karl-Marx-Straße komplett; Kasseler Straße komplett; Klosterstraße 1–4, 6–20, 22, 24, 26, 28, 30, 32, 34a; Ludwigstraße komplett; Markt Creuzburg komplett; Michael-Praetorius-Platz komplett; Nonnenstraße komplett; Öhrigstraße komplett; Peterstraße komplett; Pfarrstraße komplett; Plan komplett; Scherbdaer Straße komplett; Steinhof komplett; Steinstock komplett; Striegerstraße komplett; Zum Eisenacher Tor 1–5, 7, 8, 10, 10a, 12, 14, 16 (Karte) |           | Historischer Ortskern |    |
| BW | Denkmalensemble Bahnhofstraße                           | Bahnhofstraße 50, 52, 56, 58, 60, 62, 64, 66, 68, 70; Ernst-Thälmann-Straße 2; Poststraße 1 (Karte) |           | Bahnhofstraße         |    |
| [[Vorlage:Bilderwunsch/code!/O:!/C:51.087816,10.309049!/D:Planstraße 1, 2, 3, 4, 5, 6, 7, 8, 9, 10, 11, 12; Werrastraße 1, 2, 3, 4, 5, 6, 7, 8, 9, 10, 11, 12, 13, 14, 15; Graben 4, 6; Kirchgasse 1, 3, 4; Mathiasgasse 1, 3, 5; Neue Straße 4, 4c, 4e, 5, 5g, 5f, 5e, 6, 7, 8, 8b, 10, 11, Bauliche Gesamtanlage Historischer Dorfkern Ebenshausen!/\|BW]]                | Bauliche Gesamtanlage Historischer Dorfkern Ebenshausen | Ebenshausen, Planstraße 1, 2, 3, 4, 5, 6, 7, 8, 9, 10, 11, 12; Werrastraße 1, 2, 3, 4, 5, 6, 7, 8, 9, 10, 11, 12, 13, 14, 15; Graben 4, 6; Kirchgasse 1, 3, 4; Mathiasgasse 1, 3, 5; Neue Straße 4, 4c, 4e, 5, 5g, 5f, 5e, 6, 7, 8, 8b, 10, 11 (Karte) |           |                       |    |
| [[Vorlage:Bilderwunsch/code!/O:!/C:51.095289,10.274966!/D:Carl-Grübel-Straße 16, 17, 18, 19, 20, 22, 24, 26-91; Brückenstraße 1, 2, 3, 5; Brunnenstraße (ehemalige Lindenstraße) 2; Carl-Grübel-Straße 16, 17, 18, 19, 20, 22, 24, 26-91; Flurscheide 1, 2, 3, 14; Hagedornstraße 1, 2; Steinweg 1, 2, 3, 4, 5, 6, 7, 8, Ensemble Ortskern Carl-Grübel-Straße 16-91!/\|BW]] | Ensemble Ortskern Carl-Grübel-Straße 16-91              | Frankenroda, Carl-Grübel-Straße 16, 17, 18, 19, 20, 22, 24, 26-91; Brückenstraße 1, 2, 3, 5; Brunnenstraße (ehemalige Lindenstraße) 2; Carl-Grübel-Straße 16, 17, 18, 19, 20, 22, 24, 26-91; Flurscheide 1, 2, 3, 14; Hagedornstraße 1, 2; Steinweg 1, 2, 3, 4, 5, 6, 7, 8 (Karte) |           |                       |    |
| BW | Straßenbild An der Aue                                  | Mihla, An der Aue 4, 6, 8, 10 (Karte) |           |                       |    |
| BW | Straßenbild Pfarrmünsterstraße/Münsterstraße            | Mihla, Pfarrmünsterstraße 1, 3, 4, 5, 6, 8, 10, 12, 14; Münsterstraße 26, 24a (Karte) |           |                       |    |
| BW | Platzbild Anger                                         | Scherbda, Angerstraße o. Nr. (Karte) |           |                       |    |

## Einzeldenkmale nach Gemarkungen

### Creuzburg
Zu Creuzburg gehören die Kleinsiedlung Ebenau und das ehemalige Stiftsgut Wilhelmsglücksbrunn.

| Bild                           | Bezeichnung                | Lage                                                                                         | Datierung | Beschreibung | ID                                        |
| ------------------------------ | -------------------------- | -------------------------------------------------------------------------------------------- | --------- | --- | ----------------------------------------- |
| Fotos hochladen                | Steinkreuz                 | Am Waldsteige vor Grundstücksmauer an der Wegekreuzung ostseitig der Liboriuskapelle (Karte) |           | Steinkreuz | Flur 9 / Flurstück(e) 755                 |
| weitere Bilder Fotos hochladen | Liboriuskapelle            | Am Waldsteige o. Nr. (Karte)                                                                 |           | Liboriuskapelle mit Ausstattung                                                                                              |                                           |
| weitere Bilder Fotos hochladen | Burg Creuzburg             | Auf der Creuzburg 1-4 (Karte)                                                                | 1165      | Burganlage Creuzburg | Flur 1 / Flurstück(e) 1, 2, 3/1, 5        |
| weitere Bilder Fotos hochladen | Gottesackerkirche          | Bahnhofstraße o. Nr. (Karte)                                                                 |           | Marienkirche, auch "Gottesackerkirche" mit Ausstattung, Kirchhof mit Grabsteinen, Einfriedung, Treppenaufgang und Portal     | Flur 2 / Flurstück(e) 45/1, 45/2          |
| BW                             | Wohnhaus                   | Bahnhofstraße 52 (Karte)                                                                     |           | Wohnhaus | Flur 8 / Flurstück(e) 728/1               |
| weitere Bilder Fotos hochladen | Forstamt                   | Bahnhofstraße 76 (Karte)                                                                     |           | Forstamt mit Nebengebäuden und Ausstattung                                                                                   | Flur 27 / Flurstück(e) 2326/1             |
| BW                             | Weberei                    | Bahnhofstraße 78 (Karte)                                                                     |           | ehem. Seidenweberei | Flur 27 / Flurstück(e) 2327/3             |
| Fotos hochladen                | Bahnhof                    | Bahnhofstraße 81 (Karte)                                                                     |           | Alter Bahnhof | Flur 27 / Flurstück(e) 3873/25            |
| BW                             | Hofanlage mit Backhaus     | Ebenau 1 (Karte)                                                                             |           | Hofanlage mit Backhaus | Flur 37 / Flurstück(e)                    |
| BW                             | Hofanlage                  | Ebenau 3 (Karte)                                                                             |           | Hofanlage | Flur 37 / Flurstück(e) 4781               |
| BW                             | Wohnhaus                   | Ebenau 4 (Karte)                                                                             |           | Wohnhaus | Flur 37 / Flurstück(e) 4787, 4789         |
| BW                             | Wohnhaus                   | Ebenau 5 (Karte)                                                                             |           | Wohnhaus | Flur 37 / Flurstück(e) 4786               |
| weitere Bilder Fotos hochladen | Evangelische Nicolaikirche | Markt Creuzburg 1 (Karte)                                                                    |           | Kirche mit Ausstattung | Flur 1 / Flurstück(e) 321                 |
| weitere Bilder Fotos hochladen | Schule                     | Michael-Praetorius-Platz 1 (Karte)                                                           |           | Praetorius-Schule | Flur 3 / Flurstück(e) 4044/2              |
| weitere Bilder Fotos hochladen | Rathaus                    | Michael-Praetorius-Platz 2 (Karte)                                                           |           | Rathaus | Flur 3 / Flurstück(e) 322                 |
| BW                             | Wohnhaus                   | Pfarrstraße 8 (Karte)                                                                        |           | Wohnhaus Innenausstattung | Flur 3 / Flurstück(e)                     |
| Fotos hochladen                | Ensemble                   | Plan o. Nr. (Karte)                                                                          |           | Plan mit Brunnen (Denkmalensemble)                                                                                           | Flur 3 / Flurstück(e) 315, 316, 317, 4311 |
| weitere Bilder Fotos hochladen | Brunnen                    | Plan o. Nr. (Karte)                                                                          |           | Marktbrunnen | Flur 3 / Flurstück(e) 4311                |
| weitere Bilder Fotos hochladen | Alte Posthalterei          | Plan 1 (Karte)                                                                               |           | Wohn- und Gasthaus Innenausstattung                                                                                          | Flur 3 / Flurstück(e) 314                 |
| weitere Bilder Fotos hochladen | Brauhaus                   | Plan 2 (Karte)                                                                               |           | ehemaliges Brauhaus | Flur 3 / Flurstück(e) 312, 313            |
| weitere Bilder Fotos hochladen | Landambulatorium           | Plan 4 (Karte)                                                                               |           | Wohn- und Geschäftshaus | Flur 3 / Flurstück(e) 279/2, 280, 4311    |
| BW                             | Haustor                    | Plan 5 (Karte)                                                                               |           | Haustor | Flur 3 / Flurstück(e) 243/1               |
| BW                             | Ruine                      | Plan 9 (Karte)                                                                               |           | Ruine | Flur 3 / Flurstück(e) 239/1               |
| Fotos hochladen                | Rundbogen                  | Steinhof 8 (Karte)                                                                           |           | Rundbogen | Flur 4 / Flurstück(e) 304/1               |
| BW                             | Wohnhaus                   | Steinhof 1 (Karte)                                                                           |           | Wohnhaus | Flur 4 / Flurstück(e) 295/1               |
| BW                             | Vorwerk                    | Steinhof 13, 15 (Karte)                                                                      |           | Ruinen des Vorwerks | Flur 4 / Flurstück(e)                     |
| BW                             | Wohnhaus                   | Steinhof 17 (Karte)                                                                          |           | Wohnhaus | Flur 4 / Flurstück(e) 385/1               |
| weitere Bilder Fotos hochladen | Wilhelmsglücksbrunn        | Wilhelmsglücksbrunn o. Nr. (Karte)                                                           |           | Stiftsgut und Saline, etwa 2 km südwestlich der Ortslage von Creuzburg im Auenbereich der Werra beim Zufluss des Salzgrabens | Flur 21 / Flurstück(e) 5098               |
| weitere Bilder Fotos hochladen | Brücke                     | Zum Eisenacher Tor o. Nr. (Karte)                                                            |           | Werrabrücke | Flur 9 / Flurstück(e) 753                 |
| BW                             | sogenannter Wasserturm     | Am Hahne (Karte)                                                                             |           | Wasserbehälter | Flur 34 / Flurstück(e) 2897/5             |
| BW                             | Ehemals Flak-Stellung      | Am Brückenberg (Karte)                                                                       |           | Ehem. Flak-Stellung | Flur 15 / Flurstück(e) 1314/2             |
| weitere Bilder Fotos hochladen | Denkmal                    | (Karte)                                                                                      |           | Gefallenendenkmal |                                           |
| Fotos hochladen                | Stadtbefestigung           | (Karte)                                                                                      |           | Denkmalensemble Stadtbefestigung                                                                                             |                                           |

### Scherbda
| Bild                           | Bezeichnung                                                | Lage                                                                     | Datierung | Beschreibung | ID |
| ------------------------------ | ---------------------------------------------------------- | ------------------------------------------------------------------------ | --------- | ------------ | -- |
| BW                             | Wohnhaus                                                   | Scherbda, Angerstraße 1 (Karte)                                          |           |              |    |
| BW                             | Wohnhaus Nebengebäude                                      | Scherbda, Angerstraße 15 (Karte)                                         |           |              |    |
| BW                             | Wohnhaus                                                   | Scherbda, Angerstraße 5 (Karte)                                          |           |              |    |
| BW                             | Wohnhaus                                                   | Scherbda, Lindenstraße 7 (Karte)                                         |           |              |    |
| BW                             | Wohnhaus Scheune                                           | Scherbda, Schloßstraße 4 (Karte)                                         |           |              |    |
| BW                             | Schloss, Gutshof                                           | Scherbda, Schloßstraße 8, 10 (Karte)                                     |           |              |    |
| BW                             | Ehemalige Schule                                           | Scherbda, Schloßstraße 12 (Karte)                                        |           |              |    |
| weitere Bilder Fotos hochladen | Evangelische Dreifaltigkeitskirche, ehemals Schlosskapelle | Scherbda, Schloßstraße 14 (Karte)                                        |           | mit          |    |
| BW                             | Kirchhof                                                   | Scherbda, Schloßstraße 14 (Karte)                                        |           |              |    |
| BW                             | Mauer                                                      | Scherbda, Schloßstraße 14 (Karte)                                        |           |              |    |
| BW                             | Pfarrscheune                                               | Scherbda, Schloßstraße 15 (Karte)                                        |           |              |    |
| BW                             | Wohnhaus                                                   | Scherbda, Schloßstraße 16 (Karte)                                        |           |              |    |
| BW                             | Gefallenendenkmal                                          | Scherbda, Thomas-Müntzer-Straße o. Nr., Angerstraße/Lindenstraße (Karte) |           |              |    |

### Frankenroda
| Bild                                    | Bezeichnung | Lage                                                                                           | Datierung | Beschreibung    | ID |
| --------------------------------------- | --- | ---------------------------------------------------------------------------------------------- | --------- | --------------- | -- |
| BW                                      | Wohnhaus | Frankenroda, Brunnenstraße 5 (Karte)                                                           |           |                 |    |
| BW                                      | Hofanlage | Frankenroda, Brunnenstraße 6 (Karte)                                                           |           |                 |    |
| BW                                      | Wohnhaus | Frankenroda, Brunnenstraße 7 (Karte)                                                           |           |                 |    |
| BW                                      | Wohnhaus | Frankenroda, Brückenstraße 5 (Karte)                                                           |           |                 |    |
| BW                                      | Dorfbrunnen | Frankenroda, Brückenstraße 6 (Karte)                                                           |           |                 |    |
| BW                                      | Gerichtshaus | Frankenroda, Brückenstraße 12 (Karte)                                                          |           |                 |    |
| BW                                      | Grenzstein | Frankenroda, Brückenstraße 12, vor der Gemeindeverwaltung bzw. ehemaligem Gerichtshaus (Karte) |           |                 |    |
| BW                                      | Wohnhaus Torbau Scheune | Frankenroda, Carl-Grübel-Straße 25 (Karte)                                                     |           |                 |    |
| BW                                      | Wohnhaus | Frankenroda, Carl-Grübel-Straße 34 (Karte)                                                     |           |                 |    |
| BW                                      | Wohnhaus Scheune | Frankenroda, Carl-Grübel-Straße 46 (Karte)                                                     |           |                 |    |
| BW                                      | Wohnhaus | Frankenroda, Carl-Grübel-Straße 51; Steinweg 8 (Karte)                                         |           |                 |    |
| weitere Bilder Fotos hochladen          | Kirche Ausstattung Kirchhof Kirchhofmauer Grabstein(e) / Evangelisch-lutherische Dorfkirche St. Katharinen, auch St. Katharina | Frankenroda, Carl-Grübel-Straße 61 (Karte)                                                     |           |                 |    |
| BW                                      | Evangelisch-lutherische Dorfkirche St. Katharinen, auch St. Katharina                                                          | Frankenroda, Carl-Grübel-Straße 61 (Karte)                                                     |           | mit Ausstattung |    |
| BW                                      | Kirchhof | Frankenroda, Carl-Grübel-Straße 61 (Karte)                                                     |           |                 |    |
| BW                                      | Kirchhofmauer | Frankenroda, Carl-Grübel-Straße 61 (Karte)                                                     |           |                 |    |
| Direkt Bild zu diesem Denkmal hochladen | Grabsteine | Frankenroda, Carl-Grübel-Straße 61                                                             |           |                 |    |
| BW                                      | Grenzstein | Frankenroda, Carl-Grübel-Straße 61, an der Südwestecke der Kirche (Karte)                      |           |                 |    |
| BW                                      | Wohnhaus | Frankenroda, Carl-Grübel-Straße 71 (Karte)                                                     |           |                 |    |
| BW                                      | Pfarrhaus mit Nebengelass | Frankenroda, Hagedornstraße 1 (Karte)                                                          |           |                 |    |
| BW                                      | Probstei Zella | Frankenroda, Probsteizella 1 (Karte)                                                           |           |                 |    |
| Direkt Bild zu diesem Denkmal hochladen | Wohnhaus | Frankenroda, Steinweg 1                                                                        |           |                 |    |
| Direkt Bild zu diesem Denkmal hochladen | Denkmal Platzraum Pflasterung Baumbestand / Carl-Grübel-Denkmal                                                                | Frankenroda, an der Werra                                                                      |           |                 |    |

### Mihla
| Bild                                    | Bezeichnung                                                  | Lage                                                             | Datierung | Beschreibung    | ID |
| --------------------------------------- | ------------------------------------------------------------ | ---------------------------------------------------------------- | --------- | --------------- | -- |
| BW                                      | Dorfanger                                                    | Mihla, Am Anger o. Nr. (Karte)                                   |           |                 |    |
| Direkt Bild zu diesem Denkmal hochladen | Feuerwehrgerätehaus                                          | Mihla, Am Anger o. Nr.                                           |           |                 |    |
| BW                                      | Gefallenendenkmal                                            | Mihla, Am Anger o. Nr.; Markt Mihla (Karte)                      |           |                 |    |
| BW                                      | Torbogen Mauerkrone                                          | Mihla, Am Anger 15 (Karte)                                       |           |                 |    |
| BW                                      | Wohnhaus                                                     | Mihla, Am Anger 2; Heringsgasse (Karte)                          |           |                 |    |
| BW                                      | Wohnhaus                                                     | Mihla, Am Bach 2 (Karte)                                         |           |                 |    |
| BW                                      | Wohnhaus                                                     | Mihla, Am Bach 4 (Karte)                                         |           |                 |    |
| BW                                      | Gaststätte Kegelhalle / Goldene Aue                          | Mihla, An der Aue 22 (Karte)                                     |           |                 |    |
| BW                                      | Fährhaus                                                     | Mihla, Auf dem Sand 1 (Karte)                                    |           |                 |    |
| BW                                      | Stall                                                        | Mihla, Auf dem Sand 1 (Karte)                                    |           |                 |    |
| Direkt Bild zu diesem Denkmal hochladen | Scheune                                                      | Mihla, Auf dem Sand 1                                            |           |                 |    |
| Direkt Bild zu diesem Denkmal hochladen | Wohnhaus                                                     | Mihla, Dietzelsgasse 2                                           |           |                 |    |
| weitere Bilder Fotos hochladen          | Rotes Schloss                                                | Mihla, Eisfeldstraße 2, 4; Eisenacher Straße (Karte)             |           |                 |    |
| BW                                      | Rotes Schloss: Wirtschaftsgebäude                            | Mihla, Eisfeldstraße 2, 4; Eisenacher Straße (Karte)             |           |                 |    |
| BW                                      | Rotes Schloß: Tordurchfahrt                                  | Mihla, Eisfeldstraße 2, 4; Eisenacher Straße (Karte)             |           |                 |    |
| BW                                      | Pfarrhaus                                                    | Mihla, Hinter der Kirche 1 (Karte)                               |           |                 |    |
| BW                                      | Wohnhaus                                                     | Mihla, Hinter der Kirche 2 (Karte)                               |           |                 |    |
| weitere Bilder Fotos hochladen          | Evangelische Pfarrkirche St. Martin                          | Mihla, Hinter der Kirche 7 (Karte)                               |           | mit Ausstattung |    |
| Direkt Bild zu diesem Denkmal hochladen | Grabmal                                                      | Mihla, Hinter der Kirche 7                                       |           |                 |    |
| BW                                      | Glockenhaus                                                  | Mihla, Hinter der Kirche 7 (Karte)                               |           |                 |    |
| BW                                      | Wohnhaus                                                     | Mihla, Honiggraben 1 (Karte)                                     |           |                 |    |
| BW                                      | Wohnhaus                                                     | Mihla, Markt Mihla 4 (Karte)                                     |           |                 |    |
| BW                                      | Schule / Carl-Alexander-Schule                               | Mihla, Marktstraße 16a (Karte)                                   |           |                 |    |
| BW                                      | Rathaus                                                      | Mihla, Marktstraße 18 (Karte)                                    |           |                 |    |
| BW                                      | Wohnhaus                                                     | Mihla, Marktstraße 4 (Karte)                                     |           |                 |    |
| BW                                      | Wohnhaus                                                     | Mihla, Marktstraße 5 (Karte)                                     |           |                 |    |
| BW                                      | Keller                                                       | Mihla, Mühlgasse 20 (Karte)                                      |           |                 |    |
| BW                                      | Wohnhaus                                                     | Mihla, Mühlgasse 6, 8 (Karte)                                    |           |                 |    |
| BW                                      | Wohnhaus                                                     | Mihla, Mühlgasse 9 (Karte)                                       |           |                 |    |
| Direkt Bild zu diesem Denkmal hochladen | Wohnhaus                                                     | Mihla, Münsterstraße 36                                          |           |                 |    |
| BW                                      | Wohnhaus                                                     | Mihla, Neustadtstraße 10 (Karte)                                 |           |                 |    |
| BW                                      | Wohnhaus                                                     | Mihla, Neustadtstraße 12 (Karte)                                 |           |                 |    |
| BW                                      | Wohnhaus                                                     | Mihla, Neustadtstraße 27 (Karte)                                 |           |                 |    |
| BW                                      | Gaststätte / Mohren                                          | Mihla, Neustadtstraße 5 (Karte)                                  |           |                 |    |
| BW                                      | Gerichtsstätte Propel                                        | Mihla, Propelstraße o. Nr.; Am Schützenhaus; Propelhöhle (Karte) |           |                 |    |
| BW                                      | Wohnhaus mit Freifläche                                      | Mihla, Propelstraße 6 (Karte)                                    |           |                 |    |
| BW                                      | Wohnhaus                                                     | Mihla, Propelstraße 8 (Karte)                                    |           |                 |    |
| BW                                      | Wohnhaus                                                     | Mihla, Schlossallee 10 (Karte)                                   |           |                 |    |
| BW                                      | Hofanlage                                                    | Mihla, Schlossallee 16 (Karte)                                   |           |                 |    |
| weitere Bilder Fotos hochladen          | Graues Schloss (Schloss Wirtschaftsgebäude) / Graues Schloss | Mihla, Schlossallee 2, 4 (Karte)                                 |           |                 |    |
| BW                                      | Wohnhaus mit Torhaus                                         | Mihla, Schlossallee 24 (Karte)                                   |           |                 |    |
| BW                                      | Hofanlage                                                    | Mihla, Schlossallee 3 (Karte)                                    |           |                 |    |
| BW                                      | Wohnhaus                                                     | Mihla, Schlossallee 5 (Karte)                                    |           |                 |    |